# Knézy Judit
Kovács Józsefné Knézy Judit (Baja, 1940. november 3. – ?, 2023. április 25.) magyar néprajzkutató, muzeológus, a Rippl-Rónai Múzeum, majd a Magyar Mezőgazdasági Múzeum munkatársa, a Szennai Skanzen megálmodója.

## Élete
Szülei Knézy László a Folyammérnöki Hivatal főmérnöke és Pálos Etelka voltak. Az ötgyermekes családban negyedikként látta meg a napvilágot. Juhász Árpád festő, iparművész a nagy-nagybátyja volt. Férje Kovács József, a Rippl-Rónai Múzeum restaurátora. Gyermekeik Kálmán (1968) és Gergely (1976).
1955-ben Budapestre költöztek, középiskolai tanulmányait a Kaffka Margit Gimnáziumban végezte. 1964-ben az Eötvös Loránd Tudományegyetem néprajz–magyar szakán végzett. 1964–1980 között a kaposvári Rippl-Rónai Múzeum munkatársa. 1964–1965-ben már a Néprajzi Atlasz munkálatait segítette a kálmáncsai és kutasi gyűjtéseivel. Pogányszentpéteren a nagykanizsai múzeum munkatársaival településtörténeti kutatást végzett. Levéltári források bevonásával Somogy falusi lakosságának életmódját a török kiűzésétől az 1960-as évekig kívánta feldolgozni. 1968-tól Csökölyben és környékén végzett széles körű kutatásokat. 1972-ben L. Szabó Tünde építésszel közösen állították össze a Szennába tervezett szabadtéri gyűjtemény tervét. Ő készítette el a Rinyakovácsiból (1978), Kisbajomból (1979), Csökölyből (1980), Nagykorpádról (1981) áttelepített lakóházak és a gazdasági épületek berendezési tervét, sőt további tájházak kialakításában is segédkezett. 1975–1979 között a Dráva mentén és a Nagyberek falvaiban élő horvátok körében végzett adatgyűjtést. Somogy megye néprajzi kutatását ezzel új tudományos alapokra helyezte.
1980 végétől a Magyar Mezőgazdasági Múzeum Agrártörténeti Főosztály Adattárának muzeológusa, majd osztályvezetője volt. 1992-ben megírta kandidátusi értékezését: Hagyományok és változások Somogy megye mezőgazdasági népességének táplálkozásában (1696–1960) címmel. 1995-től az Agrártörténeti Főosztály vezetője lett. 1994–1997 között a somogyi németek múltját, majd pedig a somogyi falun élő lakosság 1945–2002 között lezajlott életmódbeli változásait kutatta. Számos kiállítás létrehozásában vállalt szerepet, hazai és külföldi konferenciákon adott elő.
Szakmai tanulmányúton 1971-ben Romániában, 1977-ben Ausztriában járt. A Mezőgazdasági Múzeum munkatársaként kiküldetésben Alt-Schwerinbe (NSZK) 1982-ben, Dániába 1988-ban utazott. Az Agrármúzeumok Nemzetközi kongresszusain (International Association of Agricultural Museums — AIMA/CIMA) 1987-ben Budapesten, 1995-ben Nyitrán, 2001-ben Lindlaron szerepelt agrártörténeti témájú referátumokkal.
Határon túli kapcsolatokat elsősorban a népi táplálkozás kutatóival alakított ki, táplálkozástörténeti témájú, angol nyelvű előadásaival többször részt vett nemzetközi konferenciákon (International Commision for Research into European Food History: 1986-ban Krakkóban, 1994-ben München–Freisingben, 1996-ben Cipruson, 1998-ban Umeåban (Svédország), 2000-ben Ljubljanában, 2002-ben Bázelben, Veveyben, valamint Prágában, 2004-ben Dubrovnikban).
A Magyar Néprajzi Társaság választmányi, majd tiszteleti tagja volt. A Tájházszövetség tagja.

## Elismerései
- 1971 a Művelődési Miniszter dicsérete
- 1977 a Magyar Néprajzi Társaság Jankó János-díja
- 1996 és 1999 a Földművelési és Vidékfejlesztési Miniszter dicsérő oklevele

## Művei
- 1966 Hedrehelyi gölöncsérek. Kaposvár
- 1967 Somogyi pásztorművészet. Kaposvár
- 1968 Pogányszentpéter története. Kaposvár
- 1971 Útmutató a település, népi építkezés és a népi lakáskultúra kutatásához. Kaposvár
- 1972 Faépítkezésre vonatkozó 18. századi adatok Somogyból
- 1974 Települési és építkezési változások Belső-Somogyban a reformkor végétől a 20. század elejéig
- 1975 A Buzsák környéki színes paraszti hímzés kialakulásának kérdéséhez. Somogyi Múzeumok Közleményei 1975, 119-135. (társszerző Kerékgyártó Adrienn)
- 1977 Csököly népének gazdálkodása és táplálkozása (XVIII–XIX. század). Kaposvár
- 1978 Somogy néprajza. In: A Rippl-Rónai Múzeum állandó kiállításai. Kaposvár, 53–71. o.
- 1980 Paraszti tejfeldolgozás és tejtermékek fogyasztása Somogyban (1850–1945). In: Somogy néprajza II., Anyagi kultúra. Szerk: Knézy Judit. Kaposvár, 1980. 137-168. o.
- 1987 Uradalmi alkalmazottak és életmódjuk a csurgói uradalomban a 18. század végén. In. Mezőgazdasági Múzeum Közleményei 1986–1987, 285-310. o.
- 1988 Somogy régi ételei; Mezőgazdasági kiadó, Budapest, 1988. 102 o.
- 1992 Fejezetek Somogy megye néprajzából; Somogy Megyei Levéltár–SMPI, Kaposvár, 1992 (Iskola és levéltár)
- 1994 Az alföldi mezőgazdasági munkáslakások berendezése 1910-ben Erdélyi Mór fényképfelvételein. Szentendre: Szabadtéri Néprajzi Múzeum. 1994.   195–194. o. = Ház és ember.A Szabadtéri Néprajzi Múzeum évkönyve 9,
- 2001 Táj, népcsoportok története, művészeti hatások. In: Somogy megye népművészete. Kaposvár, 7-32.
- 2001 Az otthon népművészete. In: Somogy megye népművészete. Kaposvár, 71-110.
- 2001 A paraszti viselet változásai a XVIII-XIX. században. In: Somogy megye népművészete. Kaposvár, 207-248.
- 2001 Csurgó egykori mezőváros népcsoportjai és a Festetics uradalom. In: Fatuska János – Fülöp Éva Mária – ifj. Gyuszi László (szerk.): Annales Tataienses II. A mezőváros, mint uradalmi központ. Mecénás Közalapítvány. Tata, 2001. Csurgó egykori mezőváros népcsoportjai és a Festetics uradalom. 127−144. o.Online
- 2001 Gelencsérek, fazekasok, tálasok munkái. In: Somogy megye népművészete. Kaposvár, 111–142. (társszerző István Erzsébet)
- 2004 Életmódváltozások Somogy megyei falvakban (1945–1970). Magyar Mezőgazdasági Múzeum Közleményei 2001-2004, 201-223. o.
- 2009 Számadások múltról és jelenről. Tanulmányok a mezőgazdasági népesség életmódjának változásairól. 18–20. század; Közgyűlés, Kaposvár, 2009 (Örökség)

Megjegyzés: 2005-ig műveinek közel teljes bibliográfiáját lásd Knézy Judit tudományos munkássága (1965–2005). A köszöntőt írta: Kapitány Orsolya. Szerkesztette: Szulovszky János. MTA VEAB Kézművesipar-történeti Munkabizottsága. Kutatói életművek 4. Budapest–Veszprém, 2005.
Munkatársa volt a Magyar Mezőgazdasági Múzeum által kiadott Magyar agrártörténeti életrajzok című 3 kötetes lexikonnak (Budapest, 1987–1989).